# Веб-портал
Веб-порта́л — сайт в компьютерной сети, который предоставляет пользователю различные интерактивные интернет-сервисы, которые работают в рамках этого сайта. Веб-портал может состоять из нескольких сайтов.
Также порталы функционируют как точки доступа к информации в интернете или сайты, которые помогают пользователям в поиске нужной информации. Такие порталы представляют информацию из различных источников в единообразном виде. Иногда их называют навигационными сайтами.
Как правило, порталы выполняют функции поиска, а также предоставляют доступ к различным интернет-сервисам, например электронной почте, ленте новостей и т. д.
Концепция веб-порталов — предоставление максимального количества интернет-сервисов в одном месте для привлечения наибольшего числа пользователей.

## Терминология
Терминологическая неопытность пользователей и очевидная для производителей контента сайтов привлекательность позиционирования своих интернет-проектов как порталов привели к размыванию понятия. Порталами часто называют себя крупные сайты с разветвлённой внутренней структурой и большим количеством ссылок. Однако если бо́льшая часть этих ссылок — внутренние (которые ведут на другую страницу этого же сайта), называть такой сайт порталом неправильно.

## История
Интенсивному развитию порталов способствует ряд программных продуктов, которые позволяют объединить в единое пространство информацию из различных источников. Такие решения связаны, в частности, с:
- наличием технологии единого входа (англ. Single Sign On, SSO), когда пользователь переходит из одного раздела портала в другой без повторной аутентификации;
- организацией передачи данных между различными приложениями, задействованными пользователем в ходе работы на портале.

## Классификация по специализации информации

### Горизонтальный портал
Горизонтальный портал (универсальный, общего назначения, general portal) — портал, охватывающий множество тематик, представляющий набор сервисов (обслуживающих, по возможности, все темы) и ориентированный на максимально широкую аудиторию — на максимальный охват её интересов. Наиболее известные горизонтальные порталы: Yahoo! (англоязычные); Mail.ru (русскоязычный); Yandex, Ukr.net (русскоязычные и украиноязычные).
Такие порталы, как правило, сочетают в себе разнообразные функции, предлагают разноплановый контент и различные сервисы (новостные, финансовые, развлекательные, игровые и т. д.).

### Вертикальный портал
Вертикальный портал (нишевый, vertical portal, niche portal) — портал узкой тематической направленности, предоставляющий различные сервисы для пользователей сети по определённым интересам и ориентированный на полный охват определённой тематики или области деятельности.
Если тематика вертикального портала довольно интересная, вокруг него может сложиться интернет-сообщество (community) — более-менее постоянная группа лиц, которые систематически общаются между собой (например, в чате такого портала).
Примеры: игровой портал, музыкальный портал.

## Классификация по направленности на пользователей

### Корпоративный портал
Корпоративный портал (англ. corporate portal, enterprise portal) — совокупность информационных систем и баз данных предприятия, организации или учреждения, представленных в интернете.
Корпоративный портал предоставляет сотрудникам компании (или её постоянным партнёрам) строго определённые права доступа к автоматизированной системе управления (информационной системе подготовки принятия решений, экспертной системе, системе совместной работы, системе управления бизнес-процессами и т. д.).

### Публичный портал
Публичный портал (англ. public portal) является диаметральной противоположностью корпоративного портала, так как является доступным для неограниченного круга пользователей.
Публичный портал предоставляет любому посетителю любую информацию и любые сервисы. Как правило, публичный портал принадлежит какой-либо компании и является частью её бизнеса (например, VK). Однако его нельзя отнести к корпоративным сайтам, вследствие чего на таком портале редко можно увидеть данные о самой этой компании.

## Стандарты
- Web Services for Remote Portlets (WSRP) — сетевой протокольный стандарт для связи с удалёнными портлетами.
- JSR 168 (Java Portlet Definition Standard) определяет контракт между портлетами и контейнером портлетов и предоставляет удобную программную модель разработчикам портлетов.